# Narciso Parigi
Narciso Parigi (n. 29 noiembrie 1927, Campi Bisenzio, Toscana, Italia – d. 25 ianuarie 2020, Florența, Italia) a fost un cântăreț italian.